# Тукита (Ахвахский район)
Тукита (карат. ТIук'а) — село в Ахвахском районе Дагестана. Образует сельское поселение село Тукита как единственный населённый пункт в его составе.

## Географическое положение
Село расположено на высоте 2023 м над уровнем (бассейн реки Андийское Койсу), в 12 км к юго-востоку от районного центра — села Карата. Пиковая высота, над уровнем моря 2784 метра,

## История
В 1944 году, после депортации чеченцев из ЧИАССР и присоединения восточных земель бывшей республики к ДАССР, все жители села (220 хозяйств) были переселены в село Циябросо (Дарго) Веденского района. Но к началу 1945 г. 100 семей вернулось назад. В 1957 году, после восстановления ЧИАССР, оставшиеся в Дарго тукитинцы переселились в местность Камыш-Кутан Хасавюртовского района, где образовали новое село Тукита.

## Население
| 1926 | 1939 | 1959 | 1970 | 1989 | 2002 | 2010 |
| ---- | ---- | ---- | ---- | ---- | ---- | ---- |
| 657  | ↗814 | ↘484 | ↗489 | ↘354 | ↗674 | ↗763 |
| 2012 | 2013 | 2014 | 2015 | 2016 | 2017 | 2018 |
| ↘750 | ↘743 | ↘723 | ↗753 | ↗769 | ↗782 | ↗801 |
| 2019 | 2020 | 2021 | 2023 | 2024 | 2025 |      |
| ↘798 | ↗799 | ↘595 | ↗614 | ↗624 | ↗632 |      |

Тукита - одно из каратинских сел в Ахвахском районе.  В 1886 году в селе проживало 584 человека.

## История
Центр сельского общества (в XIX в.).

## Известные уроженцы
- Гаджияв Магома Тукитинский — наиб имама Шамиля.